# Мяшхи
Мяшхи — село в Джейрахском районе Ингушетии. Входит в сельское поселение Гули.

## География
Расположено на юге Республики Ингушетия,  в 19 километрах на восток (по прямой) от Гули, административного центра поселения. Ближайшие населенные пункты: Анты, Цхийри.

### Часовой пояс
Село Мяшхи, как и вся республика Ингушетия, находится в часовой зоне МСК (московское время). Смещение применяемого времени относительно UTC составляет +3:00.

## Население
| 1926 | 2010 |
| ---- | ---- |
| 9    | ↘0   |

## Инфраструктура
Отсутствует.